# Kaberamaido
Kaberamaido is de hoofdplaats van het district Kaberamaido in het oosten van Oeganda.
Kaberamaido telde in 2002 bij de volkstelling 21.881 inwoners.